# Arachis rigonii
Arachis rigonii este o specie de plante din familia Fabaceae. Specia este originară din Bolivia și a fost enumerată în Lista roșie a IUCN ca fiind dispărută în sălbăticie.